# Balkanska endemska nefropatija
Balkanska endemska nefropatija  je hronična tubulo-intersticijska bolest bubrega uzrokovana aristolohinskom kiselinom, koja je prisutana u brašnu kontaminiranom vučjom jabukom.

## Spoljašnje veze
- на веб-сајту  (језик: енглески)
- 1120927774
- Slideshow at army.mil

|  | Molimo Vas, obratite pažnju na važno upozorenje u vezi sa temama iz oblasti medicine (zdravlja). |